# Yongli
Yongli (chiń. 永曆, Yǒnglì); imię prywatne: 朱由榔, Zhū Yóuláng (ur. 1623, zm. kwiecień 1662) – ostatni przedstawiciel chińskiej dynastii Ming, w latach 1646–1662 formalnie cesarz w południowych prowincjach.
Był synem Zhu Changyinga, siódmego syna cesarza Wanli. 18 listopada 1646 w Zhaoqing w prowincji Guangdong został obwołany cesarzem. W 1648 dzięki pomocy portugalskiej artylerii udało mu się częściowo odeprzeć Mandżurów i odzyskać połowę terytorium Chin.
W 1649 na dwór Yongli przybył jezuicki misjonarz Michał Boym. Na skutek jego działalności cesarz wraz z rodziną i całym dworem przeszedł na katolicyzm. W 1652 Boym powrócił do Europy z poselstwem cesarza, który apelował do papieża i władców europejskich o pomoc wojskową w walce z Mandżurami. Boym nie uzyskał żadnej pomocy, a gdy powrócił do Chin w 1659, dwór Mingów już nie istniał.
Yongli stawiał skuteczny opór armii Qingów do 1658, kiedy to został pokonany. Po klęsce w 1659 w jego rękach znajdowały się już tylko prowincje Guangxi i Yunnan, oprócz tego w prowincji Fujian utrzymywał się jeszcze przez pewien czas wierny Mingom Zheng Chenggong.  W 1661 poniósł kolejną klęskę w starciu z Mandżurami, tracąc ostatnie punkty oporu w Chinach i wycofał się do Birmy. Król birmański udzielił mu schronienia w Sikong.
W kwietniu 1662 Yongli został zdradzony i wydany generałowi Wu Sangui, który nakazał stracić go wraz z całą rodziną i dworem.